# Aleska Diamond
Emese Sáfrány (* 6. srpna 1988 Komló, Baranya), lépe známá jako Aleska Diamond, je maďarská akrobatka, instruktorka a bývalá pornografická herečka. Byla trojnásobnou vítězkou AVN Awards.

## Kariéra
Aleska Diamond je maďarská pornoherečka. Má hnědé vlasy a zelené oči, výšku 168 cm a váhu 52 kg.
Svou kariéru v oblasti zábavy pro dospělé zahájila v roce 2007 ve věku 19 let. Aleska před natáčením vždy věnovala zvláštní pozornost hygieně: podle ní jednou jeden z jejích partnerů ve scéně nepřijal vhodná opatření, v důsledku čehož byla Aleška po natáčení převezena do nemocnice s podezřením na otravu žaludku. 
První významné ocenění získala na Budapest Porn Oscar 2010 v kategorii "Best Actress of the Year". Cenu si odnesla i z AVN Awards 2012 v kategorii "Female Foreign Performer of the Year". Objevila sa také v "Marc Dorcel Calendar" jako Miss November 2011, Miss November 2012 a Miss February 2012.
Aleska je vegetariánka a mezi její kamarádky patří maďarské pornoherečky Blue Angel, Aletta Ocean, ale i Ukrajinka Ivana Sugar.
Natočila více než 420 filmů, v roce 2014 odešla do důchodu.